# Lo Plan d'Aups
Lo Plan d'Aups de la Santa Bauma (en francès Plan-d'Aups-Sainte-Baume) és un municipi francès situat al departament del Var i a la regió de Provença – Alps – Costa Blava.

## Demografia
| 1962                                       | 1968 | 1975 | 1982 | 1990 | 1999 | 2007  |
| ------------------------------------------ | ---- | ---- | ---- | ---- | ---- | ----- |
| 175                                        | 185  | 207  | 249  | 361  | 764  | 1.176 |
| Des de 1962: població sense dobles comptes |      |      |      |      |      |       |

## Administració
| Període | Identitat        | Partit |
| ------- | ---------------- | ------ |
| 2001-   | Vincent Martinez |        |